# Innocents (álbum de Moby)
Innocents (“Inocentes”), es  el undécimo álbum de Moby, publicado el 1 de octubre de 2013.
El álbum cuenta con la colaboración de astistas como Mark Stent, Damien Jurado, Skylar Grey, Mark Lanegan o Wayne Coyne. Los primeros sencillos publicados son The Lonely Night con Mark Lanegan y A Case for Shame con Cold Specks.
El nuevo trabajo, grabado en el estudio de su hogar, irá acompañado de fotografías tomadas por Moby. Las canciones que ya tiene video son: The Lonely Night, A Case for Shame y en The Perfect Life se puede ver a Mobby y Wayne Coyne.

## Lista de canciones
Todas las canciones escritas Moby por excepto las indicadas:
| N.º | Título                                | Duración |  |
| 1.  | «Everything That Rises»               | 4:38     |  |
| 2.  | «A Case For Shame (con Cold Specks)»  | 6:05     |  |
| 3.  | «Almost Home (con Damien Jurado)»     | 6:01     |  |
| 4.  | «Going Wrong»                         | 3:44     |  |
| 5.  | «The Perfect Life con Wayne Coyne»    | 6:05     |  |
| 6.  | «The Last Day (con Skylar Grey)»      | 4:41     |  |
| 7.  | «Don’t Love Me (con Inyang Bassey)»   | 4:21     |  |
| 8.  | «A Long Time»                         | 4:32     |  |
| 9.  | «Saints»                              | 4:35     |  |
| 10. | «Tell Me (con Cold Specks)»           | 5:34     |  |
| 11. | «The Lonely Night (con Mark Lanegan)» | 4:53     |  |
| 12. | «The Dogs»                            | 9:25     |  |